# Le Mépris (film)
Pour les articles homonymes, voir Mépris.
Pour plus de détails, voir Fiche technique et Distribution.
Le Mépris est un film franco-italien réalisé en 1963 par Jean-Luc Godard. 
Mettant en scène Michel Piccoli et Brigitte Bardot, il est une adaptation du roman Le Mépris d'Alberto Moravia, publié en 1954. 

## Synopsis
L'écrivain français Paul Javal se trouve à Rome avec sa jeune et séduisante épouse Camille, convoqués par le producteur américain Jerry Prokosch pour réécrire le scénario d'un film sur l'Odyssée réalisé par le célèbre cinéaste allemand Fritz Lang, jugé sans débouché commercial. Lors d'une scène sans drame, une méprise s'installe : pensant y être encouragée par Paul, Camille monte dans la voiture de Prokosch qui roule d'abord lentement puis part soudainement en trombe. Le sujet du film est d'explorer ce qui s'est passé au sein du couple, pendant cette fraction de seconde, entre deux plans où, de la méprise, Camille est passée au mépris à l'égard de son mari. Durant le séjour, Paul laisse le riche producteur seul avec Camille et encourage celle-ci à demeurer avec lui, alors qu'elle, intimidée, insiste pour rester auprès de Paul. Alors que Prokosh a une attitude malicieuse et équivoque à son égard, Camille pense que son mari la laisse à sa merci par faiblesse et pour ne pas froisser ce nouvel employeur. De là se creusent les malentendus qui obèrent l'avenir du couple et l'harmonie conjugale et le fort et profond  mépris ressenti par Camille à l'égard de Paul, qui ne comprend pas le changement radical de sa femme, obstiné et irréversible.
Entre les murs de la maison de Paul et Camille, une longue discussion s'engage, Paul veut comprendre la raison qui éloigne sa femme de lui, mais celle-ci, imperturbable, ne veut pas lui donner d'explications. Paul veut lui faire comprendre que s'il a accepté de travailler pour Prokosch, c'est pour lui garantir une vie confortable, Camille ne comprend pas, elle garde une attitude impulsive dénuée de toute réflexion.
Le lendemain, ils arrivent à Capri, où ils tournent quelques scènes : Prokosch a loué une grandiose villa moderne dans laquelle il poursuit son jeu avec Camille. Paul essaie de gagner l'estime de Lang en lui expliquant son intention de réécrire l'histoire d'Ulysse et Pénélope d'un point de vue psychologique, à partir de l'expérience de la relation conflictuelle avec sa femme, mais Lang répond franchement qu'il n'est pas intéressé par une approche moderne et psychanalytique, mais plutôt par le cinéma classique, par le rapport entre l'homme et la nature qui se déroule dans le paysage méditerranéen.
Camille décide de céder à la cour de Prokosch, certaine de vouloir quitter son mari. Paul ne veut pas la perdre et lui dit qu'il est prêt à abandonner son travail pour l'avoir à ses côtés. Sachant maintenant pourquoi Camille lui en veut, il tâche de lui montrer qu'elle se trompe ; mais ses tentatives de rétablir l'harmonie dans leur couple sont vaines. Camille décide de mettre un terme définitif à sa relation avec Paul et de partir avec Prokosch.
Après la mort de Camille et de Prokosch dans un accident de voiture, Paul se prépare à quitter Capri, tandis que Lang continue à travailler sur le film.

## Fiche technique
- Titre original français : Le Mépris
- Titre italien : Il disprezzo
- Réalisation : Jean-Luc Godard
- Scénario : Jean-Luc Godard, d'après le roman Le Mépris d'Alberto Moravia
- Musique : Georges Delerue (dont le célèbre thème de Camille) - Piero Piccioni pour la version italienne.
- Costumes : Tanine Autré
- Photographie : Raoul Coutard, Alain Levent
- Assistant-réalisateur : Charles Bitsch
- Son : William-Robert Sivel
- Montage : Agnès Guillemot
- Producteurs : Georges de Beauregard, Joseph E. Levine, Carlo Ponti
- Direction de production : Philippe Dussart, Carlo Lastricati (it)
- Sociétés de production : Rome-Paris Films (France), Les Films Concordia (France), Compagnia Cinematografica Champion (Italie)
- Sociétés de distribution : Marceau-Cocinor (France), Ciné Classic (France), Carlotta Films (France)
- Budget : cinq millions de francs[1]
- Pays de production :  France,  Italie
- Langues originales : français, allemand, anglais, italien
- Format : couleurs par Technicolor - 35 mm - 2,35:1 - Franscope - son monophonique
- Genre : drame
- Durée : 103 minutes
- Dates de sortie :
  - Italie : 29 octobre 1963
  - France :  20 décembre 1963[2] - affiche de G. Allard
- Classification : 
  - France : tous publics, art et essai (visa d'exploitation no 27515 délivré le 4 février 1988)
- Affiches : Gilbert Allard (France), Giuliano Nistri (Italie)

## Distribution

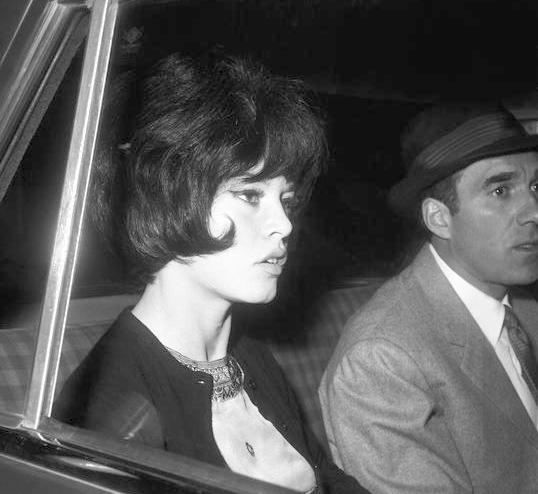
Brigitte Bardot et Michel Piccoli en marge du tournage en 1963.

- Michel Piccoli : le scénariste Paul Javal
- Brigitte Bardot : Camille, l'épouse de Paul Javal
- Jack Palance : le producteur Jeremy Prokosch
- Fritz Lang : lui-même
- Giorgia Moll : Francesca Vanini, l’assistante du producteur
- Raoul Coutard : le cadreur
- Jean-Luc Godard : l'assistant de Fritz Lang
- Linda Veras : une sirène

## Choix de la distribution
Fritz Lang ne joue pas vraiment son propre rôle : il est pour Godard la voix même du cinéma ; c'est lui qui improvise son propre texte selon les situations indiquées par Godard, lequel est également acteur du film, interprétant le rôle de l'assistant de Lang.
Initialement, les deux rôles principaux ont été proposés à Frank Sinatra et Kim Novak. Après le désistement de Sinatra, l’un des producteurs du Mépris, l’Italien Carlo Ponti, proposa Marcello Mastroianni pour le remplacer, avec Sophia Loren comme partenaire. Godard et Georges de Beauregard, le producteur français du film, retinrent finalement Piccoli et Bardot.

## Production

### Tournage

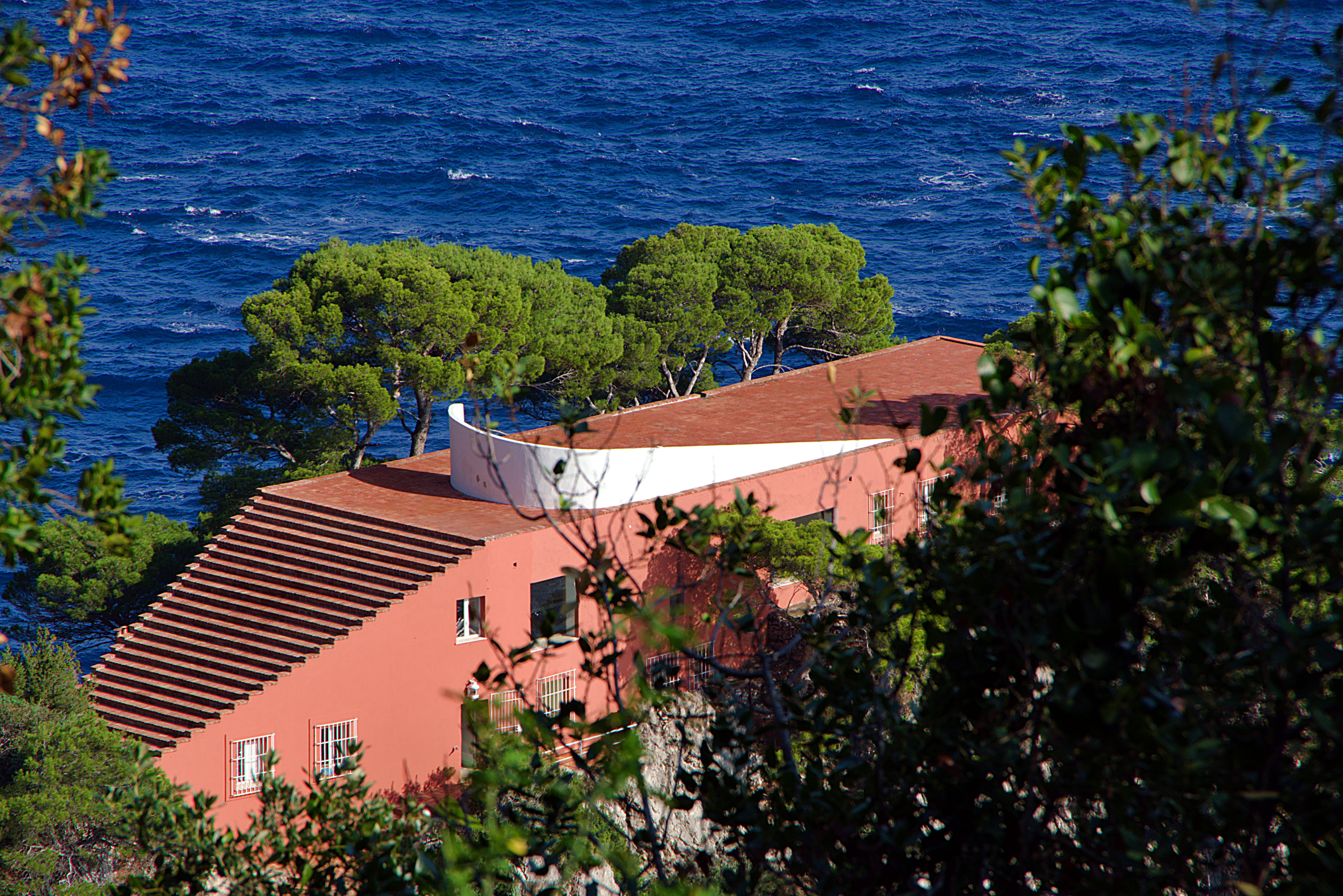
La villa Malaparte à Capri en 2021.

Le tournage débute le 18 avril 1963 et s'achève en juin de la même année. Il dure trente-deux jours, « ce qui est supérieur aux habitudes godardiennes mais exceptionnellement modeste pour une production de cette envergure ». Le film est réalisé dans les studios romains de Cinecittà, ainsi que dans les environs de Rome, puis à la villa Malaparte. Cette maison fut conçue par l'architecte Adalberto Libera pour l'écrivain Curzio Malaparte. Située à flanc de falaise sur la côte de l'île de Capri, face à la Méditerranée, elle était à l'époque la propriété de la république populaire de Chine qui l'utilisait « alors comme maison de repos pour ses intellectuels ». 
Godard, parce que Bardot refuse de mettre une jupe au-dessous du genou, la cadre de plus près et la fait tourner en peignoir. Il négocie l'aplatissement de sa coiffure alors « choucroutée », s'il marche sur les mains.
La première version du film présentée en juillet 1963 n'a pas du tout plu aux producteurs Carlo Ponti et Joseph Levine ; en effet, la présence de Brigitte Bardot étant un atout majeur pour la production américaine, il était dès lors incompréhensible et inacceptable pour ces derniers que le montage définitif effectué par Godard ne comprît pas de scènes de nu de l'actrice dont le cachet avait coûté la moitié du budget. Les producteurs exigèrent ainsi des scènes supplémentaires au début du film et au milieu, montrant Bardot et Piccoli faisant l'amour, puis vers la fin, entre Bardot et Palance.
Raoul Coutard, directeur de la photographie :

« Ça a été un drame parce que Jean-Luc a été obligé de retourner un certain nombre de plans pour que les Américains finissent de payer le dernier versement et c'est Alain Levent qui les a tournés parce que moi j'étais sur un autre film à ce moment-là. Cela s'est passé complètement à la fin, c'est-à-dire qu'on avait fait l'étalonnage du film. On avait envoyé le film à Sam Levine [surnom de Joseph E. Levine] et ensuite il a dit : “Non, non, ça ne va pas, je veux voir le cul de Bardot”. »

Godard détourne la commande par le tournage en décembre 1963 de celle qui deviendra la plus célèbre séquence du film en masquant le corps nu de l'actrice par des filtres colorés — rouge, blanc et bleu, couleurs primaires qui reviendront souvent dans ses films —, le texte « Tu les trouves jolies mes fesses… et mes seins tu les aimes ? » et la musique de Georges Delerue.
Deux courts métrages documentaires intitulés Paparazzi et Le Parti des choses sont réalisés par Jacques Rozier lors du tournage du film.

### Musique
Jean-Luc Godard commande la musique du film à Georges Delerue en 1963, dont le célèbre thème de Camille. Le compositeur signe ici une de ses partitions les plus connues, qui sera citée ou reprise dans plusieurs autres films, notamment Casino de Martin Scorsese. Pour l'Italie, la bande originale, totalement différente, est interprétée par Piero Piccioni, un des plus grands jazzmen italiens.

## Réception

### Accueil critique
Jean-Louis Bory écrit :

« Le véritable Et Dieu… créa la femme, c'est Godard qui l'a tourné, et cela s'appelle Le Mépris. Je ne cherche pas à démêler — et peu m'importe — si Godard a respecté ou non le roman de Moravia, ou si Losey eût fabriqué un film plus moravien que Godard. Le Mépris que nous voyons, c'est du pur Godard, et, je m'empresse de le dire, de l'excellent Godard. Le prétexte, l'objet du film, plus que le roman italien, c'est BB. Ce que Vadim a imaginé dans son premier film, mais n'a plus été capable de réaliser, ce que Louis Malle a raté dans Vie privée, Godard l'a réussi. Le Mépris est le film de Bardot, parce qu'il est le film de la femme telle que Godard la conçoit et telle que Bardot l'incarne. Si le phénomène Bardot doit représenter plus tard quelque chose dans l'histoire du cinéma, au même titre que Garbo ou Dietrich, c'est dans Le Mépris qu'on le trouvera. Je ne sais dans quelles conditions le tournage a eu lieu ni si Bardot et Godard se sont bien entendus. Le résultat est là : il y a rarement eu entente aussi profonde (consciente ou non — consciente, je suppose, chez Godard) entre une actrice et son metteur en scène. »

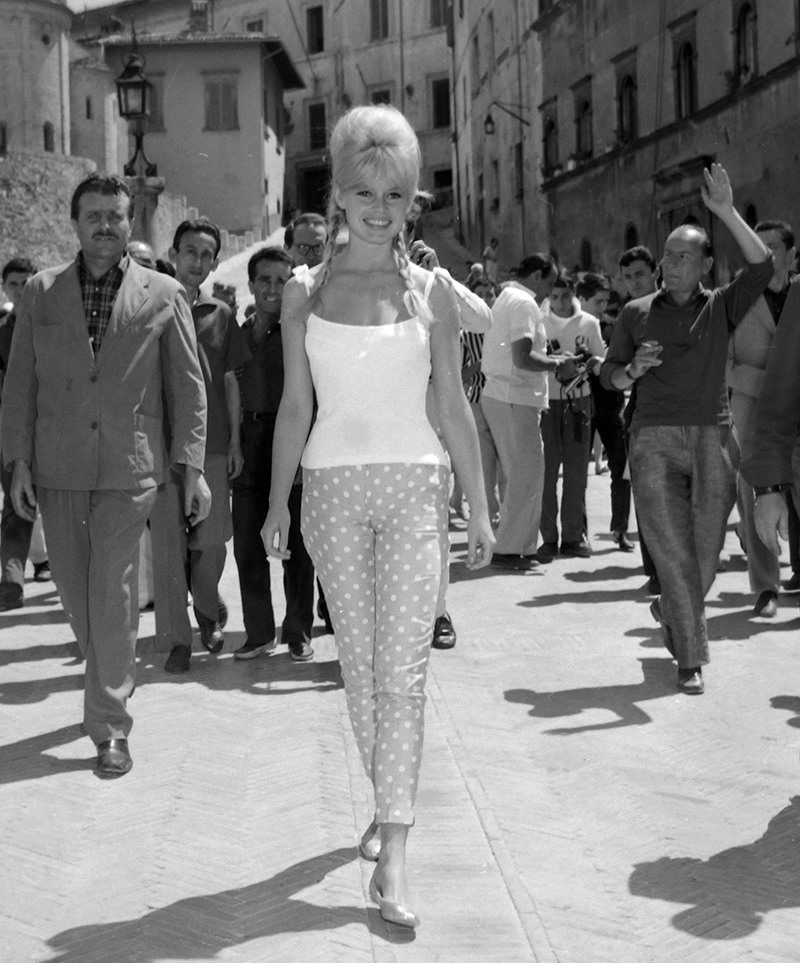
Brigitte Bardot à Spolète en 1961.

Par ailleurs, Louis Aragon dans Les Lettres françaises écrit : « Je vais vous le dire. J’en ai vu un, de roman d’aujourd’hui. Au cinéma. Cela s’appelle Le Mépris, le romancier est un nommé Godard. L’écran français n’a rien eu de mieux depuis Renoir, quand Renoir était le romancier Renoir. Le voilà le génie ».

### Sortie et box-office
Lors de sa sortie, Le Mépris est interdit aux moins de 18 ans en raison des scènes de nu qui ont été ajoutées à la demande du producteur américain Levine. Il est projeté en exclusivité parisienne dans cinq salles le 27 décembre 1963. En dix semaines d'exploitation, Le Mépris reçoit un total de 235 000 spectateurs dans les salles françaises, se classant septième au box-office des films français de 1963, ce qui est un succès pour un film de Godard mais un échec commercial pour un film ayant en tête d'affiche Bardot, dont le cachet atteint 2,5 millions de francs. Aux États-Unis, il bénéficie de ressorties régulières, notamment en 1997 (528 428 $ de recettes cumulées) et en 2008 (153 141 $).

## Autour du film
- En épigraphe du film, Jean-Luc Godard attribue à André Bazin la citation suivante : « Le cinéma substitue à notre regard un monde qui s'accorde à nos désirs. » Cette citation vient en fait d'un article de Michel Mourlet intitulé « Sur un art ignoré » paru dans les Cahiers du cinéma en 1959.
La citation exacte est : « Le cinéma est un regard qui se substitue au nôtre pour nous donner un monde accordé à nos désirs[17],[18]. »
- Contrairement à une idée couramment répandue, ce n'est pas Jean-Luc Godard qui dit le générique en voix off au début du film[19].
- Le film comprend des dialogues en français, anglais, italien et allemand.
- La version du Mépris diffusée sur Arte le 7 avril 2014, à 20 h 50[20], omet une phrase importante du film. Lors de la séquence du visionnage des rushs (à 12 minutes 47 secondes), Fritz Lang, dans son propre rôle, s'adressant à Jack Palance, dans celui du producteur, dit : « Jerry, don't forget. The gods have not created men. Man has created gods. » La traduction française, telle qu'elle est prononcée en voix off par Giorgia Moll, dans le rôle de Francesca, l’assistante du producteur, alors que le plan fixe d'un buste en bronze d'Homère est à l'image, a tout simplement été supprimée : « Ce n'est pas les dieux qui ont créé les hommes, mais les hommes qui ont créé les dieux. » Dans ce nouveau montage, ne subsistent de ces quelques secondes du plan fixe de la statue d'Homère, sur fond d'un ciel bleu, que les paroles prononcées juste avant celles de Francesca par Michel Piccoli (dans le rôle de Paul, le scénariste du film) : « Tiens, Homère. »
- La célèbre séquence où Brigitte Bardot interroge son partenaire sur son anatomie est parodiée sans ironie dans le film de Jonathan Taïeb, Stand vers la 18e minute, pendant 30 secondes environ et sans la musique de Georges Delerue. Dans ce film, il s'agit d'un couple d'hommes.

### Manuscrit du scénario
Le 9 juin 2013, le manuscrit autographe du scénario du film est vendu aux enchères au prix de 144 300 €. Il est acquis par la société Aristophil et présenté au musée des Lettres et Manuscrits à Paris.
En décembre 2013, à l'occasion des cinquante ans de la sortie du film, les éditions des Saints Pères publient la reproduction de ce manuscrit à seulement mille exemplaires. On y découvre une écriture lisible et régulière, à l'encre bleue, portant peu de ratures.

### Enseignement
Le film est notamment utilisé dans le cadre de l'enseignement.

### Filmographie
- Paparazzi et Le Parti des choses, documentaires réalisés par Jacques Rozier sur le tournage du Mépris à Capri
- Il était une fois… Le Mépris, téléfilm documentaire (52 min) réalisé par Antoine de Gaudemar, un épisode de la collection Un film et son époque de Serge July et Marie Genin ; diffusé sur France 5 le 21 mai 2009 (voir festival Lumière 2010)

### Revue de presse
- Jean d'Yvoire, « Le Mépris », Téléciné no 115, Fédération des loisirs et culture cinématographique (FLECC), Paris, février-avril 1964  (ISSN 0049-3287)

### Sortie sur DVD
- EDV 1392-302 349-8, Studiocanal, 2007